# Beechdean Motorsport
Beechdean Motorsport – brytyjski zespół wyścigowy, założony przez brytyjskiego kierowcę wyścigowego i właściciela firmy Beechdean Dairy Ice Cream Andrew Howarda. W 2010 roku Howard zawarł współpracę z Nigelem Mansellem. Od tej pory ekipa startowała jako Beechdean Mansell Motorsport. Obecnie zespół startuje w Blancpain Endurance Series. W przeszłości ekipa pojawiała się także w stawce 24-godzinnego wyścigu Le Mans, Le Mans Series oraz British GT Championship. Siedziba zespołu znajduje się w hrabstwie Buckinghamshire.